# Cap Ténare
Le cap Ténare (grec moderne : ακρωτήριο Ταίναρο / akrotírio Ténaro), aussi connu sous le nom de cap Matapan (κάβο Ματαπάς / kávo Matapás), est un cap du Péloponnèse, situé à l’extrême sud de la péninsule du Magne, en Laconie. Il baigne la mer Méditerranée à l'est et au sud, tandis que la mer Ionienne le borde à l'ouest. C’est le point le plus méridional de la Grèce continentale.

## Antiquité
Il était considéré par les Anciens comme une des entrées des Enfers, une caverne se trouvant à son extrémité. Virgile décrit ainsi Orphée, « pénétrant dans les gorges du Ténare, profonde entrée de Dis ». Les Spartiates ont construit plusieurs temples sur ce cap : le plus ancien est le sanctuaire de Poseidon, certainement antérieur aux invasions doriennes, ce qui explique que les Hilotes, descendants des populations prédoriennes, le tenaient en grand honneur ; Thucydide rapporte à ce propos la demande faite par les Athéniens aux Spartiates « d'éloigner la souillure du Ténare » : ils tenaient en effet les Spartiates pour responsables du grand tremblement de terre de 464 av. J.-C. en raison de leur violation du sanctuaire de Poseidon au cap Ténare, où des hilotes avaient trouvé refuge en suppliants. Ce sanctuaire possédait une filiale à Sparte que Pausanias dans sa Périégèse, évoque brièvement. 
Jean-Philippe Rameau dans son Hippolyte et Aricie, livret de Simon-Joseph Pellegrin, montre le dieu des Enfers, Pluton, évoquant la puissance de son domaine :

« Qu’à servir mon courroux tout l’Enfer se prépare ;

Que l’Averne, que le Ténare,

Le Cocyte, le Phlégéthon,

Par ce qu’ils ont de plus barbare,

Vengent Proserpine et Pluton. »
Sous l'empire byzantin, le temple fut converti en église chrétienne et des messes y sont encore célébrées de nos jours.

## Batailles navales et naufrages
Le 19 juillet 1717, une bataille navale indécise se déroule au large du cap entre les forces combinées de Venise, des États pontificaux, de Malte et du Portugal contre les Ottomans.
Un phare y a été construit en 1892 et restauré à l'été 2008.
En 1915, le navire américain SS Californian (qui fut accusé de ne pas avoir porté assistance au Titanic lors de son naufrage) est coulé par les Allemands au large du cap. 
Le 26 février 1916, alors qu’il se rendait à Salonique avec 1 700 hommes du 3e régiment colonial, le transport de troupes français Provence II est torpillé au large du cap Matapan par le sous-marin allemand U-35. Le navire sombre en dix-sept minutes, faisant près de 1 000 victimes.
En mars 1941, au large du cap, une bataille navale, la bataille du cap Matapan, opposa la Royal Navy britannique à la Regia Marina italienne, qui conduisit à une réduction radicale des activités de la marine italienne en Méditerranée orientale.

## Galerie

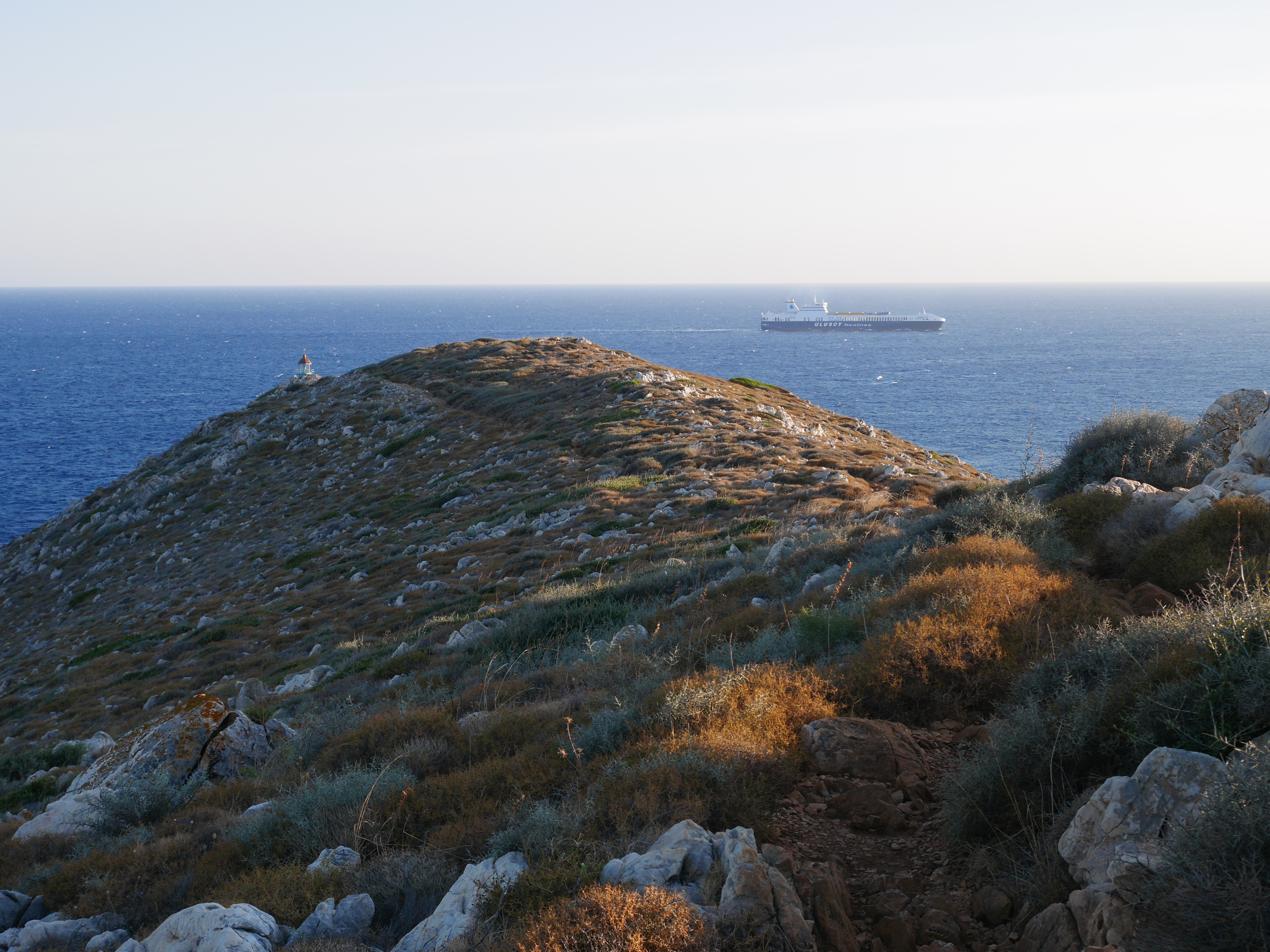
Le cap Ténare
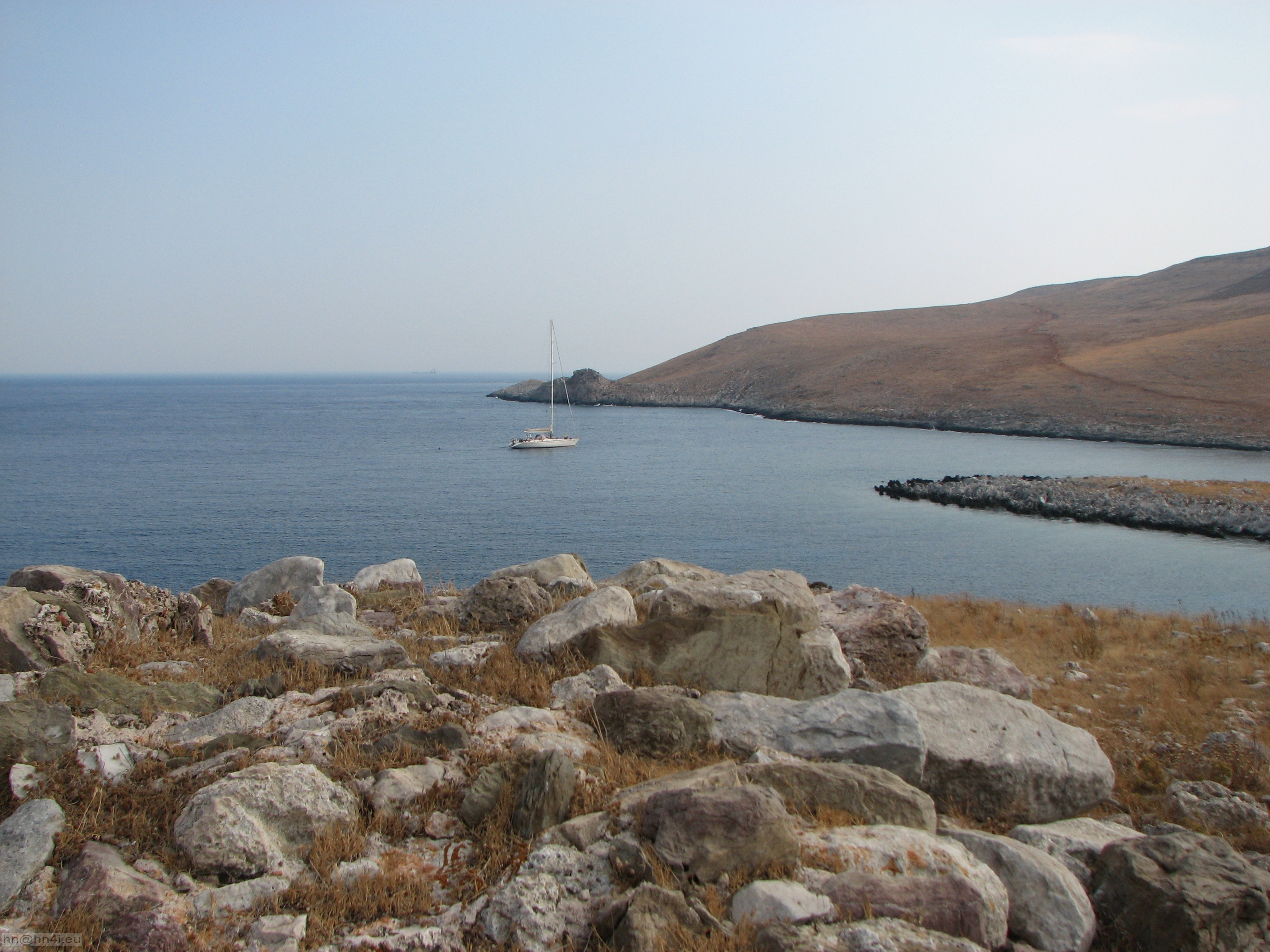
Paysage du cap Ténare
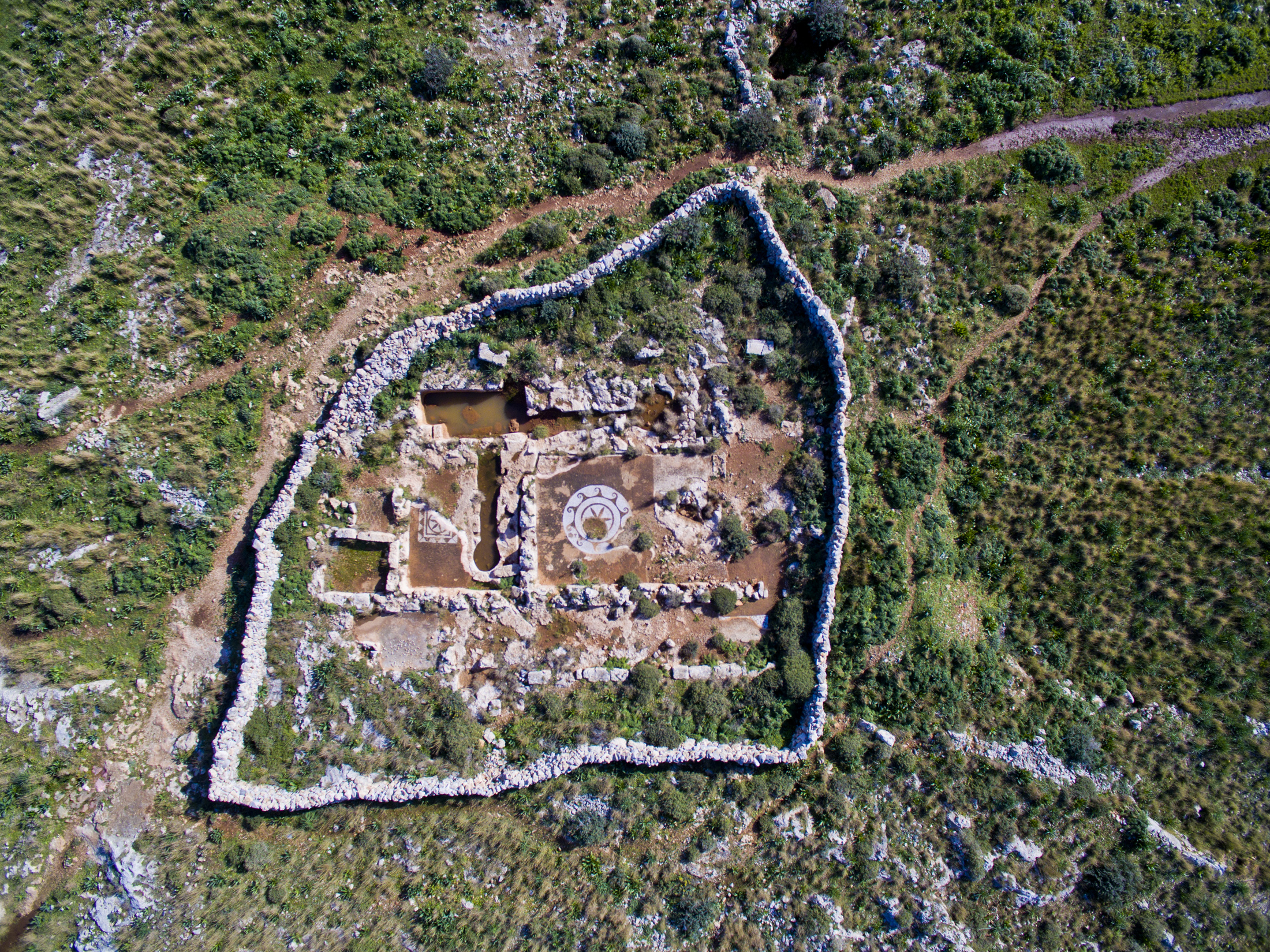
Mosaïques romaines près du cap
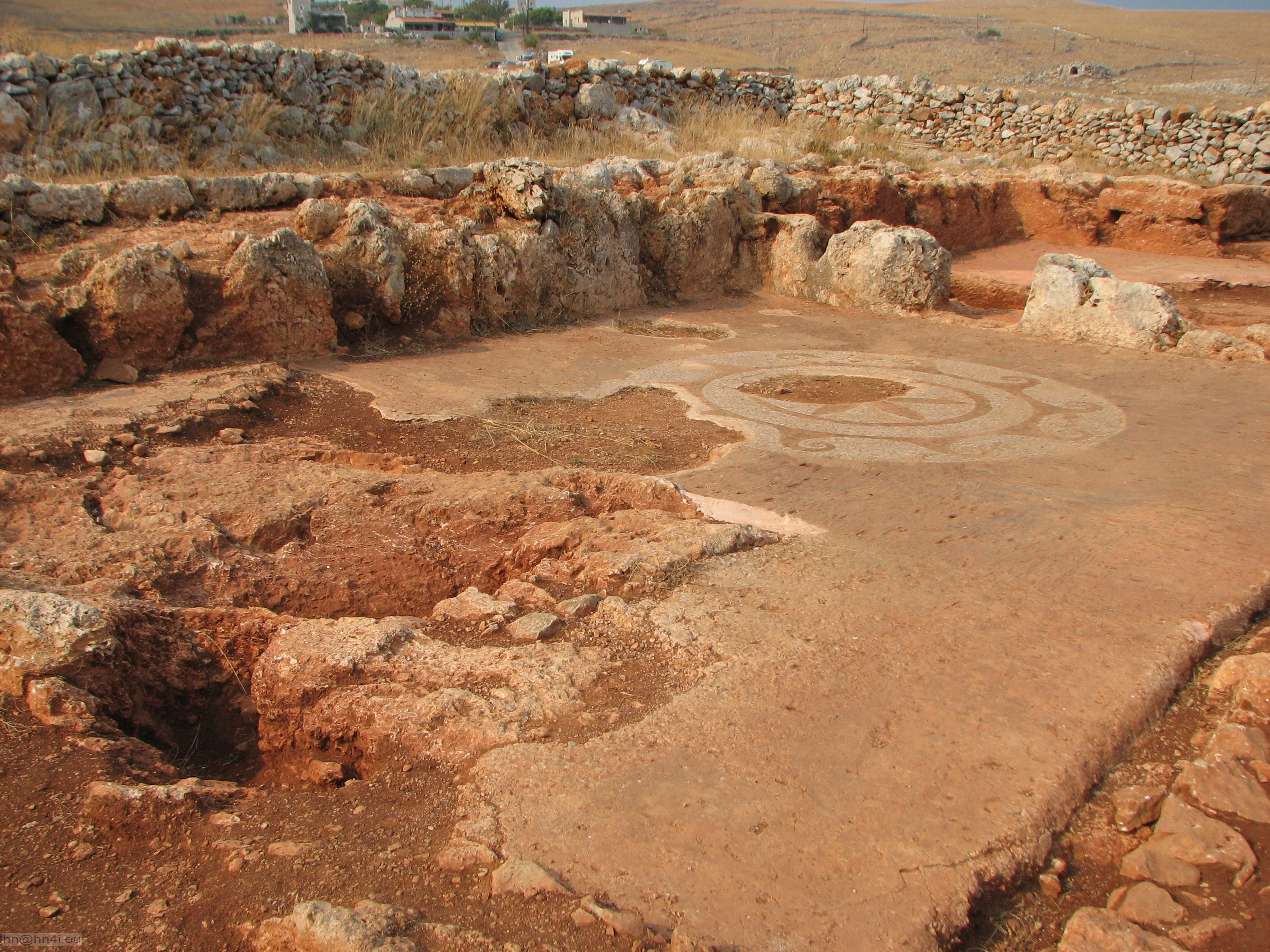
Mosaïques romaines près du cap
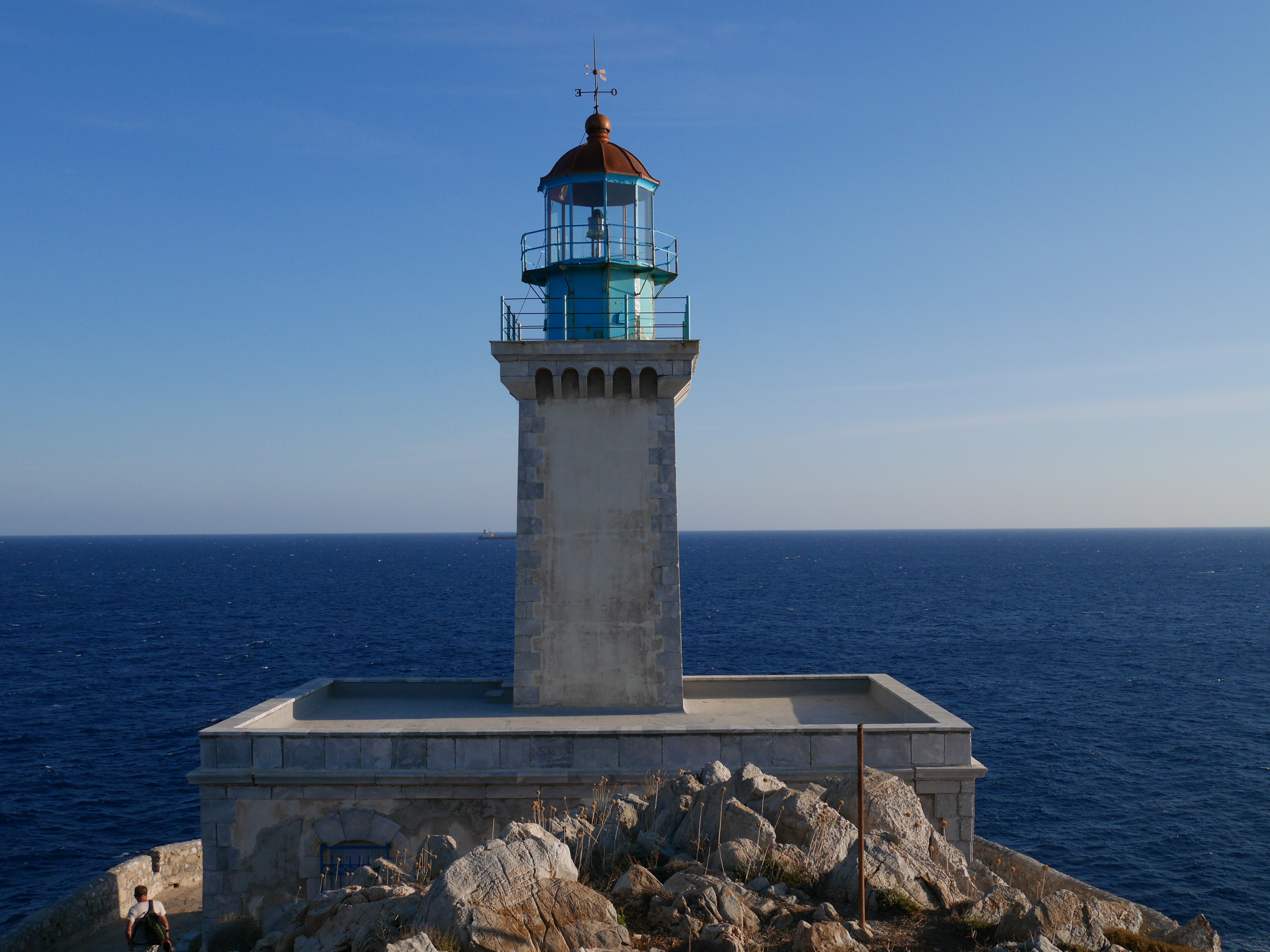
Le phare du cap Ténare
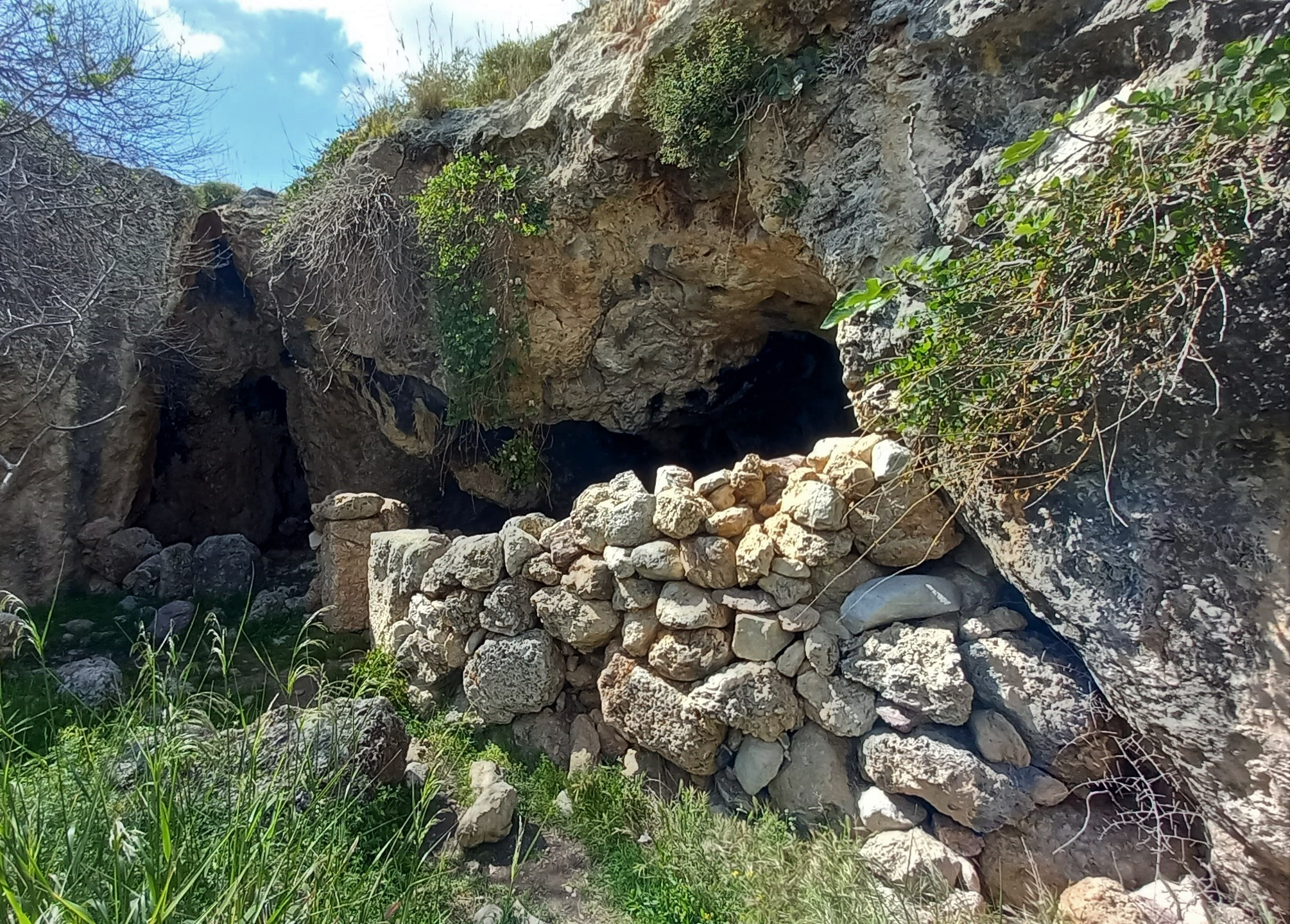
Grotte localisée sur le site du Ténare, potentiellement le lieu où se déroulait l'oracle des morts de Poséidon.